# Comté d'Ardenne
Pour les articles homonymes, voir Ardennes.
 (décembre 2016).
Le comté d'Ardenne est un comté de la Lotharingie dont les origines remontent au VIe siècle. Il est progressivement décomposé en différents comtés plus petits.
Les évolutions distinctes de l'entité politique et du titre féodal compliquent la compréhension de l'histoire de la région.

## IXesiècle
Dès 839, un comté d'Ardenne est signalé[réf. nécessaire], qui couvre un vaste territoire situé entre Stavelot, Bastogne et Graide. Le père de l'évêque de Liège Walcaud en a probablement été le titulaire, de même peut-être qu'un comte Eudes.
Le traité de Meerssen (870) retient l'Ourthe pour partager le comté en un comté septentrional centré sur Stavelot et Vielsalm sur la rive droite, et un comté méridional centré sur Bastogne sur la rive gauche.
À la fin du XIe siècle le comté est divisé en trois[pourquoi ?] : le comté de Salm à l'est, le comté de La Roche, qui englobe ce qui reste de l'ancienne Ardenne-Nord[Quoi ?], comté méridional dont Bouillon est devenu le siège, et le domaine immunitaire de Stavelot.

## Le comté septentrional
Dans le comté septentrional se trouvait l'abbaye de Stavelot, rattachée à celle de Malmedy.
Dans ce comté, l'influence des Régnier fut prépondérante au commencement du Xe siècle. Ils furent notamment comtes-abbés de Stavelot. Sigefroid était au milieu du Xe siècle, solidement implanté dans l'Ardenne septentrionale. Une charte de 959 indique qu'il menaçait Bodeux, l'une des possessions immunitaires de l'abbaye de Stavelot. Par la suite, les descendants de Sigefroid se retrouvent comme avoués héréditaires de Stavelot : son fils Frédéric, puis son petit-fils du même nom, qui deviendra duc de Basse-Lotharingie, sont mentionnés comme tels en 1004 et 1033.
Du vivant de Frédéric, l'un de ses frères, Giselbert, avait détaché comme apanage le pays de Salm. Le comté de Salm demeura aux descendants de Giselbert.
La seconde femme du duc Frédéric, Ida, en se remariant avec Albert III de Namur, lui fit obtenir le comté ardennais et l'avouerie de Stavelot.
Dès 1088, peut-être, il avait délégué ce monastère à son fils Henri, auquel il assigna en apanage le château de La Roche, situé dans le comté méridional. Comme le territoire de l'Ardenne du nord avait été fortement amoindri tant par l'accroissement des immunités de Stavelot que par la création du comté de Salm, La Roche, en s'y joignant, en était devenu la place la plus importante. Elle devint le séjour principal des comtes de l'Ardenne septentrionale.
L'héritage de Henri, dont faisait partie sans doute toute la portion de l'ancien comté ardennais de la rive droite de l'Ourthe qui n'avait pas été détachée au profit du comté de Salm – et notamment la seigneurie de Houffalize – échut par déshérence à Henri II l'Aveugle de Luxembourg. En 1163, il céda à sa sœur Alix de Hainaut les alleux qu'il possédait dans le comté de La Roche.

## Le comté méridional
Le comté méridional ou comté de Bastogne, avait aussi son grand établissement monastique, Saint-Hubert, abbaye épiscopale qui ne figure pas dans l'énumération du traité de Meerssen.
Il est possible que les Régnier ait également tenu le comté méridional au début du Xe siècle. Par la suite, le comté de Bastogne se trouve aux mains des descendants de Wigéric ; c'est ainsi qu'on a pu très légitimement les appeler les comtes d'Ardenne.
Régnier, un fils de Gozlin, fut probablement comte de Bastogne, tout comme son fils Gothelon.
Lorsque Gothelon mourut (en 1028 ou peu après), il laissait une fille unique, Cunégonde ; elle avait été mariée à un comte saxon, Otton, et en avait été séparée par un divorce scandaleux. Elle finit ses jours comme recluse à Saint-Hubert ; ses biens avaient été adjugés au fisc, et Henri III, disposant des fiefs de La Roche et d'Amberloup, en investit le duc Frédéric, en échange de certains biens situés en Saxe. Ces terres saxonnes lui venaient peut-être de sa seconde femme Ida, car celle-ci put, en se remariant avec Albert III de Namur, lui apporter La Roche et Amberloup en dot.
À partir de ce moment, l'important château de La Roche, devenu siège du comté, fut attaché à la maison de Namur. Albert III l'attribua à son second fils, Henri, qui s'intitule comte depuis 1102 et qui déjà auparavant avait exercé par délégation l'avouerie de Stavelot.
Le comté de Bastogne, amoindri de La Roche et d'Amberloup, passa probablement dès la condamnation de Cunégonde à ses collatéraux de la maison d'Ardenne-Verdun. Godefroid le Barbu, Godefroid le Bossu, Godefroid de Bouillon seront avoués de Saint-Hubert ; il en avait été déjà de même probablement de Gothelon Ier et de Gothelon II.
Les Godefroid ont eu des rapports fréquents et des démêlés nombreux avec l'abbaye de Saint-Hubert. Godefroid le Barbu occupait le château de Mirwart, lorsqu'à la demande de l'abbé Adelard l'armée de Henri III vint en faire le siège. Godefroid le Bossu fit donation d'Assenois (Bertrix) ; Godefroid de Bouillon, de l'église de Sensenruth ; il restitue l'alleu de Tellin. À son lit de mort l'époux de Béatrice avait fait vœu de créer un prieuré, mais son fils refusa d'exécuter sa promesse.
Le plus important des alleux ardennais des Godefroid fut le château de Bouillon : planté sur la Semois, il rattachait la possession de l'Ardenne à celle du comté d'Ivois, qui, au milieu du Xe siècle, fut aux mains de la même race. On voit par une lettre de Gerbert qu'Adalbéron de Reims y avait donné rendez-vous en 988 à son frère Godefroid, et l'on sait que dans la seconde moitié du Xe siècle, les trois derniers ducs de cette maison, et surtout le futur roi de Jérusalem, furent souvent désignés par l'épithète Buloniensis et parfois même comme duc de Bouillon ; mais il est tout à fait incorrect de parler d'un duché (territorial) de Bouillon, et encore plus de ducs ou même de comtes de Bouillon au IXe siècle et au début du Xe siècle.

## Ardenne occidentale
La portion occidentale de l'Ardenne entre la Meuse et la Lomme, correspondant au doyenné de Graide ou tout au moins à une partie de ce doyenné, semble avoir formé pendant quelque temps un comté distinct. Un comte Erluin est ainsi cité à Givet à une date indéterminée. En 930 est mentionné un comte Thierry.
En 955 (ou plutôt 956), Étienne, comte de Porcien, donna à Saint-Hubert la moitié de Chauvency (comté d'Ivois), pour racheter le dommage qu'il avait causé à l'abbaye en édifiant le château de Mirwart.
La présence de ces comtes peut s'expliquer par le fait que dans la première moitié du Xe siècle, des vassaux français avaient réussi à se mettre en possession de quelques pays lotharingiens voisins de la Meuse et de la Chiers. Les rois occidentaux revendiquaient en effet ces territoires et ce n'est qu'en 980, au traité de Margut, qu'Otton II en obtint la restitution partielle. Pour ces vassaux français, envahir l'Ardenne elle-même devait être une tentation naturelle. On constate que des bandes armées se lançaient dans les solitudes de la grande forêt, dont les chemins leur étaient même inconnus, et qu'elles allaient dépouiller les domaines de l'abbaye de Saint-Hubert qui s'y trouvaient dispersés. Le comte Thierry de Graide, de même que le comte Étienne et peut-être avant eux Erluin de Givet, étaient sans doute des seigneurs français qui avaient poussé des pointes hardies dans le royaume allemand.
Le successeur d'Étienne dans la région ardennaise qu'il avait envahie fut probablement Régnier, fils de Gozlin. En tout cas, ce petit comté, dont Graide fut un instant le siège, ne reparaît plus dans la suite.

## XIIesiècle
Au XIIe siècle se formeront encore le comté de Vianden et le comté de Clervaux.